# Clostridia
Clostridia är en klass av Firmicutes, som innehåller Clostridium och andra släkten. Bakterierna i klassen är anaeroba, sporbildande, grampositiva stavar. De är spridda i naturen och många av dem är vanliga jord-födda bakterier. Deras förmåga att producera sporer ger dem möjlighet att överleva under svåra förhållanden och detta ger dem även ett starkt skydd mot kemiska och fysiska faktorer. Inom klassen Clostridia finns släktet Clostridium och av de arter som finns inom detta släkte är det fyra arter; C. tetani, C. botulinum, C. perfringens och C. difficile som är de mest framträdande patogenerna.
Clostridia skiljer sig från Bacilli genom att vara anaeroba. Studier har visat att gruppens relationer inte är helt klara. För tillfället är de alla samlade i Clostridiales men är inte en naturlig gruppering så den kommer antagligen att ändras framöver.
Några arter:
- Clostridium perfringens - orsakar kallbrand och matförgiftning
- Clostridium difficile - orsakar kolit
- Clostridium tetani - orsakar stelkramp
- Clostridium botulinum - orsakar botulism
- Clostridium acetobutylicum